# Дюла Немет
Дю́ла Не́мет  (угор. Németh Gyula, англ. Gyula Németh(2 листопада 1890 або 1 (13) листопада 1890 , Карцаг, Яс-Надькун-Сольнок  — 14 грудня 1976 , Будапешт )) — угорський лінгвіст, сходознавець, тюрколог, член Угорської академії наук. Автор першої турецької граматики, яка до сих пір високо оцінюється в Туреччині. Його основні наукові напрямки: історія та лінгвістика тюркських діалектів та мов в цілому; давня історія Угорщини та питання угорського мовознавства, зокрема залишків яської мови на території Угорщини.

## Діяльність
Основними напрямками його досліджень є тюркські діалекти та мовна історія, угорська передісторія та угорська лінгвістика.
Єдиний з угорських дослідників аланської мови народу аланів. Деякі залишки котрих, точніше народ ясів, після вторгнення монголів на території аланів на Північному Кавказі, в ХІІІ ст. пересилилися на території сучасної Угорщини, в район Ясшаґ і досить довго, до XVI століття збергіали свою ідентичність, культуру та мову. Пізніше яси повністю асимілювали серед угорського народу, залишивши після себе розгалуджену топономіку та деякий вплив на угорську мову, які і досліджував Дюла Немет.
В радянській і пострадянській історіографії використовується двоякий переклад імені Немета: Ю. Ф. Немет (Юліус Немет, угор. Németh Julius) та Д. Немет (Дюла Немет, угор. Németh Gyula).

## Біографія
З 1909 року навчався як студент коледжу Етвеша, що був складовою частиною Будапештського університету, де в 1913 р. отримав ступінь кандидата наук. З 1913 по 1914 р.р. навчався в Берлінському університеті за державною стипендією; у 1915 році він був кваліфікований як приватний вчитель; а з 1916 року — повноцінний педагог або викладач; з 1918 року викладав на кафедрі турецької філології (з 1930-го кафедра називалася кафедрою по турецькій філології та угорськії доісторії). У 1932—1933 рр. і в 1935 р. — декан факультету мистецтв; з 1947 по 1949 р. — ректор Будапештського університету.
Також з 1922 року був член-кореспондентом Угорської академії наук, а з 1935 року був членом ради директорів цієї академії. У 1941-46 рр. та у 1950-65 рр. — директор Інституту мовознавства Угорської академії наук. У період між 1920 і 1943 рр. він редагував «Архів Кьоресі Чоми», а з 1951 р. — головний редактор «Acta Linguistica»; разом із Золтаном Ґомбоц та Яношем Меліх був редактором «Довідника угорської лінгвістики».
Лауреат Премії імені Кошута за 1948 рік.
Пішов у відставку в 1965 році.

## Основні наукові праці
- Kumük tanulmányok (Budapest, 1911)
- Adalékok a török-mongol nyelvek hangtörténetéhez (Budapest, 1913)
- Kóborlások Kisázsiában (1913)
- Az ősjakut hangtan alapjai (1914)
- Türkisches Lesebuch mit Glossar (Berlin, 1916)
- Türkische Grammatik (Berlin-Lipcse, 1917)
- A régi magyar írás eredete (1917)
- Türkisches Übungsbuch für Anfänger (Berlin-Lipcse, 1917)
- Türkisch-deutsches Gesprächsbuch (Berlin-Lipcse, 1917)
- Akadémiánk és a keleti filológia (Budapest, 1928)
- Magna Hungaria (Leipzig-Vienna, 1929)
- A honfoglaló magyarság kialakulása (Budapest, 1930), 2. bővített, átdolgozott kiadás, közzéteszi: Berta Árpád, 1991
- A nagyszentmiklósi kincs feliratai (Budapest, 1932)
- A magyar rovásírás (Budapest, 1934)
- Thury József levelező tag emlékezete (1934)
- A magyar kereszténység kezdete (1940)
- Attila és hunjai (szerkesztő, társszerző, 1940, 1996 (hasonmás))
- Die türkischen Texte des Valentin Balassa (Budapest, 1953)
- Die Türken von Vidin (Budapest, 1965)
- Die türkische Sprache in Ungarn im XVII. Jahrhundert (Budapest-Amszterdam, 1970)
- Gombocz Zoltán (Budapest, 1972)
- Törökök és magyarok 1-2. szerkesztette: Róna-Tas András, Kakuk Zsuzsa (1990)

## Публикації в наукових виданнях
- Nemeth G., Ungarische Stammesnamen bei den Baschkiren. «Acta Linguistica», t. 16 (1—2). (Budapest, 1966)
- Немет Д. Венгерские племенные названия у башкир//Археология и этнография Башкирии, Том IV. Уфа, АН СССР ОИ БФ 1971. [Архівовано 1 грудня 2011 у Wayback Machine.]
- Nemeth G., The runiform inscriptions from Nagy-Szent-Miklos and the runiform scripts of Eastern Europe. «Acta Linguistica», t.21 (1—2). Budapest, 1971)
- Németh, Julius. Űber der Wortes Saman und einige Bemerkungen zur Türkish-Mongolischen Lautgeschichte // Keleti Szemle. Kӧzlemények az Ural-Altaji nép- és nyelvtudomány kӧrébӧl. — 1914. — Vol 14. — S. 240—249